# Вест-Мас-эн-Вал
Вест-Мас-эн-Вал (нидерл. West Maas en Waal) — община в провинции Гелдерланд (Нидерланды). Административный центр — Бенеден-Леувен. Община расположена в западной части острова, лежащего между реками Маас и Вал.

## История
Община была образована в 1984 году путём слияния прежних общин Аппелтерн, Дрёмел и Вамел.

## Состав
В общину входят следующие населённые пункты:
- Алфен-ан-де-Маас
- Алтфорст
- Аппелтерн
- Бенеден-Леувен
- Бовен-Леувен
- Дрёмел
- Маасбоммел
- Вамел